# Neah Evans
Neah Evans (ur. 1 sierpnia 1990 w Langbank) – brytyjska kolarka torowa, wicemistrzyni olimpijska i pięciokrotna medalistka mistrzostw świata.

## Kariera
Pierwszy sukces w karierze osiągnęła w 2017 roku, kiedy dwukrotnie stawała na podium zawodów Pucharu Świata. Na rozgrywanych rok później igrzyskach Wspólnoty Narodów w Gold Coast zdobyła srebrny medal w scratchu i brązowy w wyścigu punktowym. W tym samym roku wystartowała na mistrzostwach Europy w Glasgow, gdzie razem z koleżankami z reprezentacji zdobyła złoty medal w drużynowym wyścigu na dochodzenie. W tej samej konkurencji zajęła drugie miejsce na mistrzostwach świata w Berlinie w 2020 roku i trzecie podczas mistrzostw świata w Roubaix rok później. W Roubaix razem z Katie Archibald wywalczyła ponadto brązowy medal w madisonie. Następnie zwyciężyła w wyścigu punktowym i zajęła drugie miejsce w drużynowym wyścigu na dochodzenie podczas mistrzostw świata w Yvelines w 2022 roku.
Podczas igrzysk olimpijskich w Tokio Brytyjki z Evans w składzie zdobyły srebrny medal w drużynowym wyścigu na dochodzenie.